# Амфиктион (мифология)
Амфиктион (др.-греч. Ἀμφικτύων) — персонаж древнегреческой мифологии, сын Девкалионa и Пирры. Брат Эллина — предка всех греков.

## В мифологии
Был женат на Кранае (дочери царя Аттики Краная). В начале Амфиктион царствовал в Фермопилах, а затем сверг своего тестя и сам правил в Афинах, посвятив этот город богине, дав ему её имя, называвшегося до этого Краная. Первым стал разбавлять вино водой. Был современником царя Аргоса Сфенеланта.
Затем Амфиктион был изгнан Эрихтонием. Амфиктион являлся эпонимом амфиктионий, что объясняется его происхождением из Фермопил — одного из двух центров Дельфийско-фермопильской амфиктионии. Воцарился в Фермопилах и принес жертвы в 1521/20 до н. э.. Установил собрание эллинских племен в Дельфах: туда входили ионяне, долопы, фессалийцы, энианы, магнеты, малийцы, фтиотийцы, доряне, фокейцы, локры (список имеет явно позднейшее происхождение).